# Sony Alpha 55
Die Sony α55 (SLT-A55V, SLT-A55) ist eine Mittelklassekamera, welche seit August 2010 im Handel erhältlich ist. Sie ist die erste Digitalkamera (neben der Sony α33) mit teildurchlässigem Spiegel. Sony nennt diese Bauform „single-lens translucent camera“, kurz SLT-Kamera. Als SLT bietet sie Phasenvergleichsautofokus bei Live-View und einen elektronischen Sucher. Der Nachfolger ist die Sony α57.

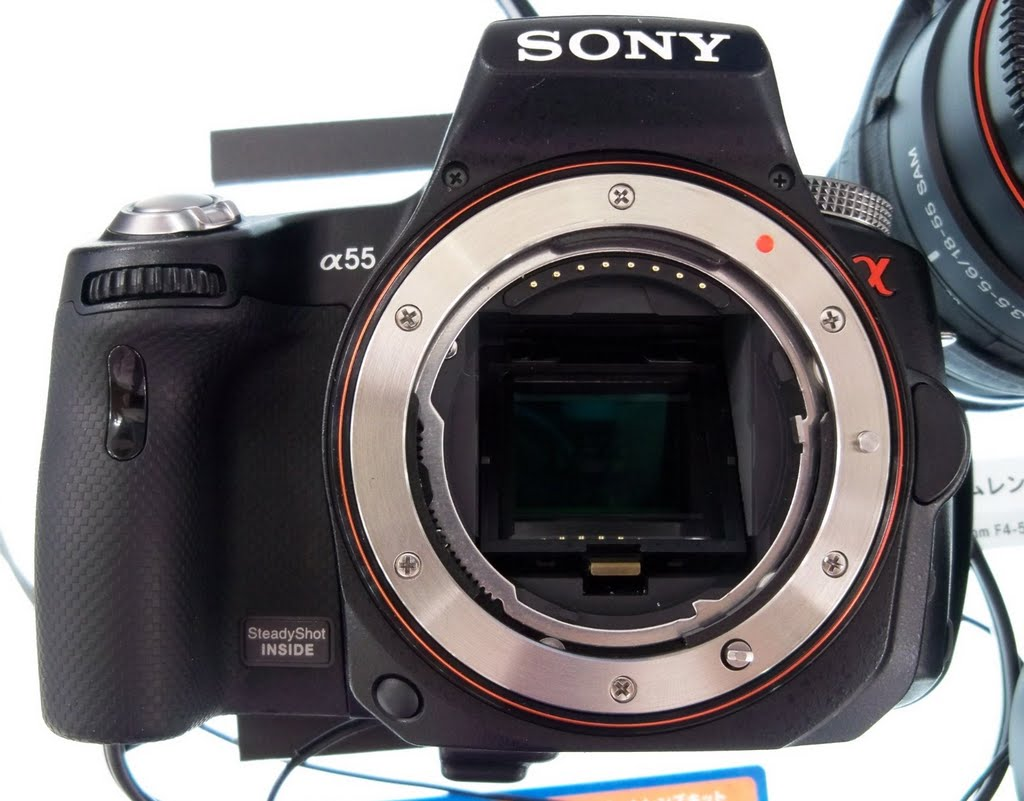
A-mount, APS-C CMOS

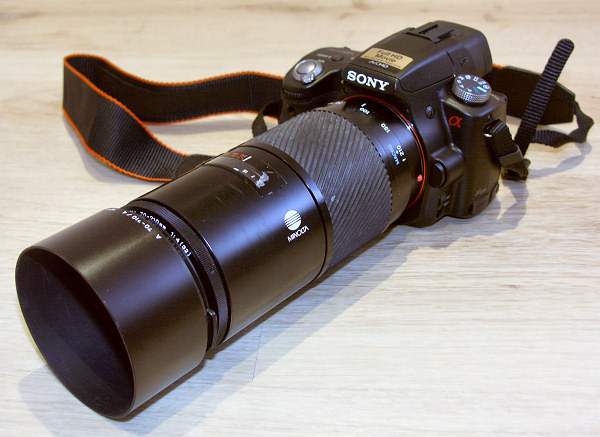
Sony Alpha 55 mit Minolta AF 70-210mm f/4 "Ofenrohr"

Durch Nutzung des teildurchlässigen Spiegels anstelle eines sonst üblichen Klappspiegels, welcher für die Aufnahme hochklappen muss, ist es möglich, bis zu zehn Bilder in der Sekunde bei konstanter Nachfokussierung durchzuführen. Diese Geschwindigkeit war bisher, wenn überhaupt, nur weitaus teureren Kameras vorbehalten. Gleichzeitig ist sie eine der vier ersten Sony-Alpha-Kameras mit eingebauter Video-Aufnahmefunktion (maximal 1920 × 1080 Pixel). Die α55 besitzt, wie bei Sony üblich, einen eingebauten Bildstabilisator für den 16,2-Megapixel-Sensor.
Die Sony α55 ist in folgenden Versionen am Markt erhältlich:
- SLT-A55 (kein GPS, nur außerhalb Europas)
- SLT-A55V (Kamera ohne Objektiv mit GPS)
- SLT-A55VL (Kamera mit 18–55mm 3.5/5.6 Sony Objektiv und GPS)
- SLT-A55VY (Kamera mit 18–55mm 3.5/5.6 sowie 55–200mm 4/5.6 Sony Objektiv und GPS)

Maximal durchgängige Videoaufnahmedauer:
| Modellbezeichnung | Umgebungstemperatur | Bildstabilisierung | Bildstabilisierung |
| Modellbezeichnung | Umgebungstemperatur | An                 | Aus                |
| ----------------- | ------------------- | ------------------ | ------------------ |
| α55 (SLT-A55V)    | 20 °C               | ≈ 9 Minuten        | ≈ 29 Minuten       |
| α55 (SLT-A55V)    | 30 °C               | ≈ 6 Minuten        | ≈ 13 Minuten       |
| α33 (SLT-A33)     | 20 °C               | ≈ 11 Minuten       | ≈ 29 Minuten       |
| α33 (SLT-A33)     | 30 °C               | ≈ 7 Minuten        | ≈ 22 Minuten       |